# 邪完再邪
《邪完再邪》（英語：On the Run）是一部1982年由桂治洪執導香港電影，敍述有關以往所提及恐怖類電影而製，主要演出由已故劉藍溪、羅莽、劉丹、陳莉莉、羅浩楷、劉允等。

## 劇情
女鬼（劉藍溪分飾）鍾情馬素，遭央父（楊志卿飾）提親，後不果，女鬼製造車禍，令馬暗戀的紅卜卜（劉藍溪分飾）當場斃命，然後借屍還魂，向馬投懷送抱，馬喜不自勝。後馬被刻薄老闆（劉丹飾）入職，而刻薄老闆安排手下（劉允飾）縱火，並被刻薄老闆開除；女鬼於是懲誡老闆，令他破產且神經失常。當馬得知紅為女鬼化身，驚懼萬分。

## 主要演員
| 角色                     | 演員                   |
| 楊淑兒／紅卜卜（劉阿翠） | 劉藍溪                 |
| 曾馬素                   | 羅莽（配音：馮永和）   |
| 田莊尼                   | 劉丹（配音：周永光）   |
| 王先生                   | 羅浩楷（配音：黃志成） |
| 黨羽（一）、神打、劉家連 | 韓國材                 |
| 黨羽（二）               | 劉允（配音：金貴）     |
| 莉莉                     | 陳莉莉                 |
| 神算師                   | 陳立品（配音：曾慶珏） |
| 陳大文                   | 何柏光                 |

## 製作和拍攝
該片由邵氏兄弟 (香港) 有限公司（邵氏兄弟國際影業有限公司前身）拍攝，於1982年2月初進行拍攝，而拍攝地點則全部在香港拍攝，地點包括皇后像廣場、邵氏片場、新世界中心（Victoria Dockside（維港文化匯）前身）、景福珠寶集團、旺角警署和沙田第一城等。

## 外部連結
- 互联网电影数据库（IMDb）上《邪完再邪》的资料（英文）